# Bosnia y Herzegovina en los Juegos Olímpicos de Barcelona 1992
Bosnia y Herzegovina estuvo representada en los Juegos Olímpicos de Barcelona 1992 por un total de 10 deportistas, 6 hombres y 4 mujeres, que compitieron en 6 deportes.
El portador de la bandera en la ceremonia de apertura fue el atleta Zlatan Saračević. El equipo olímpico bosnio no obtuvo ninguna medalla en estos Juegos.